# Adelmo Maribelli
Ademo Maribelli (1910 – 1977) è stato un pittore e maestro d'accademia italiano, il cui stile oscilla tra figurativo moderno e astratto.

## Biografia
Adelmo Maribelli nasce a Perugia il 29 luglio del 1910 da Vittorio e Guglielma Stefanelli.

### L'influenza di Arturo Checchi
In Accademia è allievo di Arturo Checchi, insegnante di pittura dal 1925 al 1938, dal quale mutua il segno forte e plastico che caratterizza la sua "prima fase" (che si protrae fino al 1943). È anche il periodo dei primi nudi a olio, nei quali il pittore manifesta "estrema sintesi formale.
Nel 1935, anno in cui si diploma, il pittore viene invitato alla IV Mostra del Sindacato Fascista Belle Arti dell'Umbria ove espone tre opere a pastello; tra i membri della giuria figurava anche Gerardo Dottori che, verosimilmente, vede per la prima volta Maribelli proprio in questa occasione.
Nel 1939 inizia la carriera dell'artista presso l'Accademia come assistente volontario della Scuola di Pittura; egli, in virtù delle sue doti artistiche e umane, avanza rapidamente di posizione: nel 1940 viene nominato assistente incaricato, mentre il 1° d'ottobre del 1941 diviene insegnante titolare, ruolo che ricopre fino al 1975.
Maribelli partecipa come ufficiale alla Seconda Guerra Mondiale, dunque, una volta tornato dal fronte, espone a Perugia nell'aprile del 1946 alla Mostra del Disegno Contemporaneo, organizzata dall'Unione delle Arti presieduta Domenico Caputi, presso la Galleria Nuova di via Mazzini. Tale mostra è la prima manifestazione artistica a carattere internazionale dopo la guerra e vi presero parte alcuni dei migliori artisti italiani del momento: Afro Basaldella, Cerutti, De Felice, Fazzini, Guttuso, Guzzi, Leoncillo, Mafai, Mirko, Omiccioli, Pascucci, Purificato, Rosai, Severini e Tamburi furono tra i partecipanti.

### Pittura parietale e contatti con Dottori
Nei primi anni '50 il pittore si avvicina alla pittura parietale. Assieme all'aeropittore Dottori, il Maribelli si dedica alla decorazione di varie chiese del circondario perugino: San Giovanni Battista a Magione (Il Miracolo di santa Margherita e il Battesimo di Cristo nell'abside, 1950), Santa Maria Maddalena di Tuoro sul Trasimeno (la Maddalena), Santa Maria Annunziata di Monte Cologna (nella Cappella di Santa Lucia, 1949) e San Giovanni Battista di San Giovanni del Pantano (1951). Lo stile di Maribelli rimane autonomo rispetto a quello del maestro. A Montesperello, nella chiesa intitolata a san Cristoforo, Dottori realizza nel 1949 un ciclo di opere sulla vita del santo con buona probabilità senza l'aiuto del Maribelli.
Nel 1950 è membro della giuria per una Mostra Nazionale di Perugia a cura del Sindacato degli Artisti Umbri. Nel 1952 Maribelli è nuovamente membro di questa stessa giuria.
Nel 1951 viene nominato Accademico di Merito dell'Accademia di Belle Arti di Perugia.
Nel 1952 il pittore vince la medaglia d'argento al 3º Premio di Terni, esposizione tenuta dal gruppo artistico ternano coordinato da Duilio Carotti "La Soffitta".
Il 1954 vede la partecipazione del pittore a due eventi. Nel primo di questi, la Mostra Viaggiante del Paesaggio Umbro, una sua opera viene selezionata dalla commissione presieduta da Cipriano Efisio Oppo; l'opera in questione fu Arco Etrusco e Università per Stranieri. Dunque espone quattro opere alla "Mostra Nazionale di Pittura: la donna".

### Fase dell'astrattismo geometrico
Il 1955 segna un tappa fondamentale per la vita del pittore: trattasi dell'anno in cui egli si allontana dall'espressione figurativa per approdare ad uno stile astratto e geometrico basato su forme "trapezoidali e curvilinee"; anche le modalità di stesura del colore cambiano e l'impasto genera increspature sulla superficie delle opere.
L'anno successivo, dopo questa importante evoluzione stilistica, Maribelli aderisce al fiorentino Gruppo Numero, fondato nel 1950 dalla gallerista Fiamma Vigo e da Alberto Moretti.

### Fase dell'informale materico
Una nuova svolta stilistica è quella risalente ai primi anni '60: Maribelli comincia ad esprimersi con i linguaggi artistici dell'informale e del materico; le geometrie dei suoi quadri si fanno meno serrate, il disegno si eclissa. Nuovo fulcro dell'interesse sono gli accostamenti cromatici, delicati, tendenti a colori spenti quali l'ocra, il rosso-mattone e il grigio plumbeo.
Prosegue frattanto l'attività espositiva che grazie al Gruppo Numero era diventata di respiro internazionale: nel 1959 è a Parigi, per esporre alla Galerie l'Antipoète con Alfonso Frasnedi, Umberto Peschi, Wladimiro Tulli e altri pittori del gruppo fiorentino coi quali aveva esposto a Monaco nel 1957 e a Zurigo, nella Galleria Beno nel 1968. L'anno dell'esposizione a Zurigo è il medesimo di più esposizioni nel territorio umbro: quella a Città di Castello (nella Galleria Il Pozzo, un'antologica di opere curata da Nello Ponente), quella ad Arezzo e quella ad Assisi (presso la Galleria Giotto).
Nel 1969 il pittore partecipa con "due composizioni formali dense e ombrose" alla V Mostra Nazionale di Pittura e di Grafica, a Corciano, ove vince il 1º premio ex aequo assieme ai romani Aldo Mengolini ed Estuardo Maldonano, al perugino Brajo Fuso e al tifernate Novello Bruscoli.

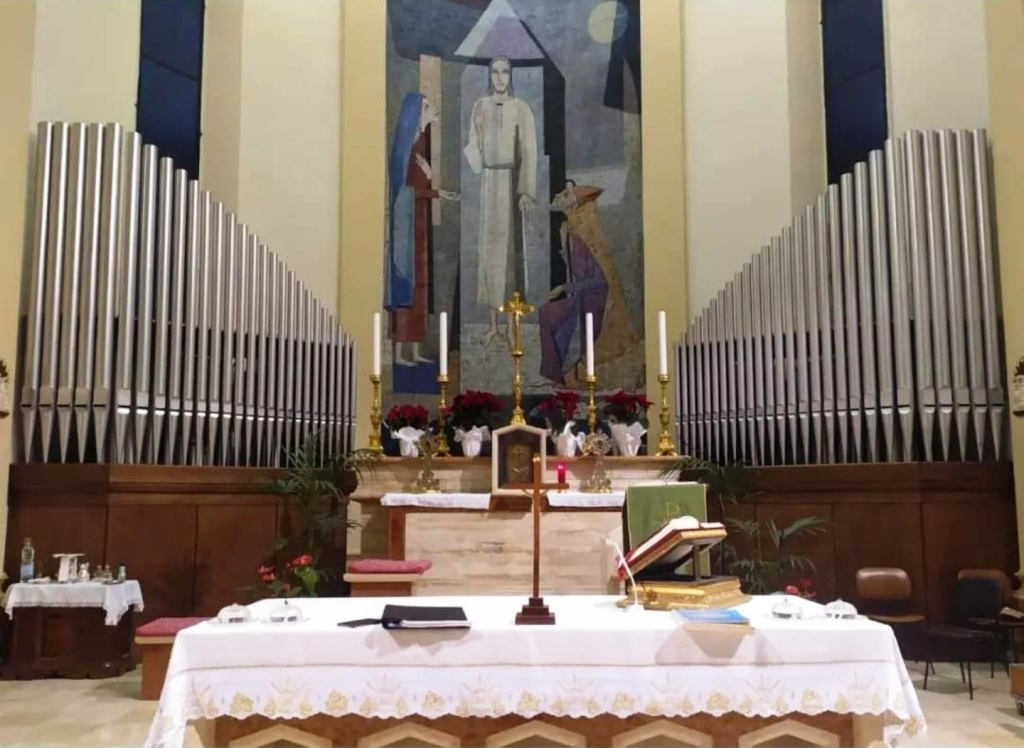
Veduta della parte presbiteriale della chiesa di San Biagio (San Biagio della Valle, Marsciano): al centro l'opera di Adelmo Maribelli Il Redentore fra la Madonna e san Biagio (1968-1969), parte di un più ampio ciclo decorativo dello stesso edificio di culto.

Nella primavera del 1970 il pittore espone una mostra personale alla Galleria AL 2 di Roma.
Maribelli nel 1975 viene nominato Accademico Benemerito dell'Accademia Universale di Scienze e di Lettere "Guglielmo Marconi" di Roma.

### Ancora pitture parietali a carattere religioso
Il perugino nel frattempo proseguiva la decorazione di edifici religiosi che oramai conduceva in autonomia e dove ancora esercitava uno genere pittorico prettamente figurativo. 
Nel 1948 lui e lo scultore Bruno Arzilli realizzano il Battesimo di Cristo della Chiesa di Sant'Angelo di Celle.
Nel 1968 gli viene affidata dal parroco don Egisto Magrini la decorazione della chiesa marscianese di San Biagio della Valle, lunga impresa che occupa il pittore fino al 1969. Altra opera religiosa è una Sacra Famiglia per una chiesa di Canoscio la cui "composizione spiccatamente mistica è caratterizzata da un segno che si irrigidisce in una sorta di neobizantinismo".

### Malattia e morte
L'ultimo periodo della sua vita è segnato da una grave malattia. Durante gli ultimi anni il pittore si dedica in particolar modo ai paesaggi in idromatita: esistono varie prove di suoi schizzi di alberi, probabilmente il paesaggio che riusciva a intercettare dalla finestra della propria stanza, durante la fase più grave della malattia.
Dopo una "tormentosa e lunga agonia", nel 29 luglio del 1977, giorno del suo compleanno, Adelmo Maribelli spira.
Il pittore è sepolto nel Cimitero Monumentale della sua città natale, assieme alla moglie Marina.
Al pittore è dedicata una via di Perugia vicino al cosiddetto Arco di Giurisprudenza, in zona Elce.

## Carattere
Maribelli è ricordato molto positivamente dai suoi colleghi, studenti e amici, non semplicemente come artista. Massimo Duranti lo descrive schivo e riservato al pari di Gerardo Dottori, Wladimiro Tulli lo definisce gentile e sereno con chiunque, mentre Domenico A. Valentino ne ricorda il parlare sommesso, l'incedere calmo, la sua modestia e, nuovamente, la sua serenità.
Il pittore è anche ricordato per le virtù da insegnante d'Accademia: Valentini rimase colpito dall'affabilità del docente durante le ore di insegnamento mentre Edgardo Abbozzo ammirava il tipo di esercizi che il professore proponeva alla classe nonché il suo continuo interessarsi alle avanguardie storiche.

## L'affresco della farmacia
Nel 2018 è stato rinvenuto, durante un riammodernamento dei locali della farmacia AFAS n. 6 di Monteluce, un murale del pittore Maribelli. L'opera rientra a pieno titolo nel Maribelli di tipo non figurativo, astratto ed è stata definita "post-cubista". L'opera, difficilmente leggibile al momento del ritrovamento, è stata restaurata da Alessia Fumi.